# Bus, Pas-de-Calais
Bus är en kommun i departementet Pas-de-Calais i regionen Hauts-de-France i norra Frankrike. Kommunen ligger i kantonen Bertincourt som tillhör arrondissementet Arras. År 2022 hade Bus 134 invånare.

## Befolkningsutveckling
Antalet invånare i kommunen Bus
| Referens: INSEE |